# Zoltán Bakó
Zoltán Bakó (Budapest, 11 de noviembre de 1951) es un deportista húngaro que compitió en piragüismo en la modalidad de aguas tranquilas.
Participó en dos Juegos Olímpicos de Verano en los años 1972 y 1976, obteniendo una medalla de bronce en la edición de Montreal 1976 en la prueba de K2 1000 m. Ganó diez medallas en el Campeonato Mundial de Piragüismo entre los años 1971 y 1979.

## Palmarés internacional
| Juegos Olímpicos   | Juegos Olímpicos          | Juegos Olímpicos  | Juegos Olímpicos |
| Año                | Lugar                     | Medalla           | Competición      |
| ------------------ | ------------------------- | ----------------- | ---------------- |
| 1976               | Montreal (Canadá)         | Medalla de bronce | K2 1000 m        |
| Campeonato Mundial |                           |                   |                  |
| Año                | Lugar                     | Medalla           | Competición      |
| 1971               | Belgrado (Yugoslavia)     | Medalla de bronce | K4 1000 m        |
| 1973               | Tampere (Finlandia)       | Medalla de oro    | K2 10 000 m      |
| 1974               | Ciudad de México (México) | Medalla de oro    | K2 1000 m        |
| 1975               | Belgrado (Yugoslavia)     | Medalla de oro    | K2 10 000 m      |
| 1975               | Belgrado (Yugoslavia)     | Medalla de bronce | K4 1000 m        |
| 1977               | Sofía (Bulgaria)          | Medalla de oro    | K2 1000 m        |
| 1977               | Sofía (Bulgaria)          | Medalla de plata  | K2 10 000 m      |
| 1978               | Belgrado (Yugoslavia)     | Medalla de bronce | K2 1000 m        |
| 1978               | Belgrado (Yugoslavia)     | Medalla de oro    | K2 10 000 m      |
| 1979               | Duisburgo (RFA)           | Medalla de plata  | K2 1000 m        |